# NGC 1219
NGC 1219 este o galaxie spirală situată în constelația Balena. A fost descoperită în 9 septembrie 1864 de către Albert Marth.